# Pseudoamolops sauteri
Pseudoamolops sauteri és una espècie de granota que viu a Taiwan.
Està amenaçada d'extinció per la pèrdua del seu hàbitat natural.